# Памятник Н. Г. Крапивянскому (Чернигов)
Памятник Н. Г. Крапивянскому — снятый с государственного учёта памятник монументального искусства местного значения в Чернигове.

## История
Решением исполкома Черниговского областного совета народных депутатов от 17.11.1980 № 551 присвоен статус памятник монументального искусства местного значения с охранным № 76 под названием Памятник Н. Г. Крапивянскому — участнику гражданской войны, советскому военному деятелю. 
Был расположен в «комплексной охранной зоне памятников исторического центра города», согласно правилам застройки и использования территории.
17 апреля 2015 года вследствие акта вандализма были демонтированы бюсты Щорса и Крапивянского с постаментов на Аллее Героев; перенесены на хранение в исторический музей.
Руководствуясь Законом Украины «Про осуждение коммунистического и национал-социалистического (нацистского) тоталитарных режимов на Украине и запрет пропаганды их символики», Приказом Министерства культуры Украины от 04.04.2016 года № 200 (дополнение 13) «Про не занесение объектов культурного наследия в Государственный реестр недвижимых памятников Украины» был снят с государственного учёта. Приказом Министерства культуры Украины от 04.04.2016 № 200 был в перечне объектов, что не подлежат занесению в Государственный реестр недвижимых памятников Украины.

## Описание
В 1977 году на Аллее Героев — напротив дома № 17 улицы Ленина — был установлен памятник в честь советского военного и государственного деятеля, уроженца Черниговщины Николая Григорьевича Крапивянского. В период 1964—2016 годы одна из улиц Чернигова носила название в честь Николая Крапивянского.
Памятник представляет из себя бронзовый бюст высотой 1,8 м, установленный на четырёхугольном постаменте из полированного чёрного лабрадорита высотой 2,9 м, который опирается на широкую плиту. На передней плоскости постамента высечена надпись «Кропив’янський Микола Григорович 1889—1948», на левом торце внизу высечена надпись: «Активний учасник  громадянської  війни,  видатний військовий  діяч» («Активный участник Гражданской войны, выдающийся военный деятель»).
Авторы: скульптор — М. П. Короткевич, архитектор — Заслуженный архитектор УССР В. Г. Гнездилов.